# Nihil mortalibus arduum est
La locuzione latina Nihil mortalibus arduum est, tradotta letteralmente, significa nulla è impossibile ai mortali. (Orazio, Odi, libro I, ode III, v. 37)
In questa ode, indirizzata all'amico Virgilio al quale augura una felice traversata in occasione di un viaggio di quest'ultimo ad Atene, il poeta si scaglia contro gli uomini, audax Japeti genus (audace prole di Giapeto), per non essersi mai fermati di fronte ad alcun ostacolo. L'uomo ha costruito fragili imbarcazioni per solcare i mari, con Dedalo ha cercato di solcare i cieli, con Ercole ha violato i confini dell'oltretomba...